# エア・ストライク (2002年の映画)
『エア・ストライク』（AIR STRIKE）は、2002年のアメリカ映画。

## キャスト
- ベン・ギャレット - ロバート・ラスラー
- チャーリー - ジェニファー・ガレイス
- ブラックウェル - フレドリック・リーネ（英語版）